# 香川恵美子
香川 恵美子（かがわ えみこ、1965年10月18日 - ）は、ホリプロスポーツ文化部のアナウンスルームに所属するフリーアナウンサーで、元・東京放送（TBS）アナウンサー。昭和時代の最後（1988年）にTBSへ入社したアナウンサーの1人で、同局が「スポーツアナウンサー」として採用した最初の女性でもある。
TBSを1998年に退社してからは、ライターとしても活動している。2001年に田口壮（当時はNPBオリックス・ブルーウェーブの外野手）と結婚したことを機に、本名を田口 恵美子（たぐち えみこ）に変更。結婚後は、この本名を公の活動にも用いている。

## 来歴・人物
実父もアナウンサーで、父方の叔父は栗林公園（香川県高松市）内の動物園（2004年3月に閉園）で園長を務めていた。恵美子は叔父の園長在任中に動物園内の園長宅で出生したが、本人によれば、「物心が付いた頃には東京都内で生活していた」とのことである。
佼成学園女子高等学校から立教大学文学部史学科へ進学。高校では陸上競技部でやり投に取り組んでいた が、肘を傷めたことがきっかけで競技生活を断念した。大学ではバレーボール部に所属。当時はスポーツの現場を取材する記者を志していて、在学中の就職活動ではスポーツ紙の入社試験にも臨んでいたという。TBSのアナウンサー試験を受けたのは、「スポーツアナウンサーとして採用することを条件に、男女を問わず門戸を開く」という試みが初めて為されていたことによる。
大学卒業後の1988年4月に、TBSへアナウンサー第24期生として入社。同期は佐古忠彦、清原正博、向井政生、杉山真喜人で、いずれも香川と同じく「スポーツアナウンサー」として採用された。
TBSへの在籍中は、スポーツ中継のリポーターや、報道・情報番組（テレビの『筑紫哲也 NEWS23』など）のスポーツキャスターを担当。さらに、同局の女性アナウンサーとしては初めて、プロ野球・マラソン・陸上競技の中継で実況を任されていた。同局が日本国内向けの放送権を保有していた世界陸上アテネ大会（1997年）のテレビ中継では、投擲系の3種目（室伏広治が日本代表として世界陸上に初めて出場した男子ハンマー投など）を実況。1992年のバルセロナオリンピック・女子マラソン競技のテレビ中継（TBS制作）では、（男子を含めた）日本国内向けのマラソン中継で初めて、オートバイの後部座席からのレース実況（バイクリポート）に臨んでいた。その一方で、新聞や雑誌で数々のエッセイを連載。1995年には、『ノイズ・オンリー あるがままのスポーツシーン』と題したスポーツエッセイ集を、自身初の著書として発表した。
1997年に毎日放送（TBS系列の準基幹局）の社員と結婚したが、翌1998年に離婚。1998年12月31日付でTBSを退社してからは、活動の拠点をアメリカ合衆国に移したうえで、少年犯罪関連の取材を始めた。本人は、TBSからの退社に至った背景に「『一会社員』であるはずの女性アナウンサーが、いつの間にか『女子アナ』と称してタレントのように扱われるようになったことへの戸惑い」を挙げていて、退社後の1999年に双葉社から発売された著書『自分らしく―Go forward』でも前述した半生や「元・スポーツキャスター」としての本音を明かしている。
2001年にオリックス・ブルーウェーブ外野手（当時）の田口壮と再婚してからは、「田口恵美子」名義で活動。田口が海外FA権の行使によってメジャーリーグ（MLB）のセントルイス・カージナルスへ入団した2002年から、2010年にオリックス・バファローズ（ブルーウェーブの後継球団）でNPBに復帰するまでは、アメリカで再び生活していた。2007年には心労の蓄積が原因でパニック障害を一時患っていたものの、田口がシカゴ・カブスへ移籍した2009年には、NHKのスポーツ情報サイト内で『パパはメジャーリーガー』というコラムを連載。その後は、メジャーリーグ婦人会の活動や、マイナーリーグにおける田口の苦闘などを綴った書籍を出している。

## 詳細情報

### 出演番組
※いずれも、TBSアナウンサー時代。
- 各種スポーツ中継[9]（ラジオorテレビ。主にリポーターを担当）
  - プロ野球中継[1]（ラジオ『TBSエキサイトナイター』・テレビ『JAPAN MAJOR BASEBALL』）
  - 陸上競技中継[1]
  - 新体操中継[1]
  - フィギュアスケート中継[1]
  - バルセロナオリンピック（1992年。TBSユニ取材）[7]

ラジオ
- 待ったなし大相撲（キャスター）[13]
- マンデーナイトベースボール（1989年）[14]
- 感動ラジオ!洋七のスポーツ倶楽部（1991年）[6][7]

テレビ
- おはようニュース&スポーツ（1988年）[15]
- ビッグモーニング（1990年）[6][7]
- 筑紫哲也 NEWS23[9]（1992年。スポーツ担当）[6][7]
- 新サンデーモーニング（1997年）[7]

### 著書
- ノイズ・オンリー あるがままのスポーツシーン（1995年12月、ベースボール・マガジン社）ISBN 9784583032689
- 自分らしく―Go forward（1999年9月、双葉社。「女性のためのわがままシリーズ」）ISBN 9784575290127
- コレを読まないとひどい目にあうアメリカ西海岸ホームステイ（2001年1月、双葉社）ISBN 9784575291919
- メジャーリーガーの女房 〜ヨメだけが知る田口壮の挑戦、その舞台裏〜（2010年10月23日、毎日コミュニケーションズより「マイコミ新書」の一冊として発売）ISBN 9784839936662 ※「田口恵美子」名義。

## 参考資料
- '98プロ野球12球団全選手百科名鑑（『ホームラン』3月号増刊。1998年3月31日、日本スポーツ出版社発行）
- TBS50年史（2002年1月、東京放送編・発行）…国立国会図書館の所蔵情報
  - 付録のDVD-ROM『ハイブリッド検索編』に収録されたPDFファイル
    - 『TBSアナウンサーの動き』（ラジオ東京→TBSの歴代アナウンサーの記録を、同社の歴史とともにまとめた文書）
    - 『all TBS 紳士・淑女録』第10回（1992年6月25日発行の社内報P28 - 35に掲載）の再録（全8ページ）
- 各外部リンク